# Thovt
Thovt je v řečtině používané (v různých variantách, např. Θώθ – Thóth) a z egyptštiny ne zcela jasným způsobem odvozené jméno staroegyptského boha Džehutiho zobrazovaného v podobě muže s hlavou ibise (méně často ibise samotného) nebo v podobě paviána a ztotožňovaného s řeckým bohem Hermem. Přestože jej jménem nelze prokázat před 4. dynastií, badatelé považují za jisté, že ikonograficky je doložen už v Předdynastické době v podobě ibise na standartě, svém symbolu užívaném po celé faraonské období. Tento symbol ostatně sloužil jako ideogram pro variantu hieroglyfického zápisu Thovtova jména.

## Původ
Thovt původně nejspíš byl především bohem Měsíce. V rozvinuté teologii Střední a především Nové říše se stal jedním z bohů – stvořitelů, původcem božské moudrosti a poznání ve všech jeho formách. V pozdějších obdobích se stává také bohem magie a čarování: v této souvislosti Cicero poznamenává, že Egypťané se bojí už jen vyslovit jméno boha. Pokud je toto sdělení pravdivé, mohlo by Džehutiho řecké pojmenování Thovt být odvozeno z některého z mnoha dalších pojmenování či epitet, jimiž Egypťané pozdní doby boha nepřímo označovali ve snaze vyhnout se použití jména.
Město Hermapolis uctívalo boha Thovta. Tento bůh má stejné charakteristiky jako Atum – Thovt je tím nestvořeným, co existuje ve vesmíru, je moudrostí, mírou všech věcí. Zobrazuje se s hlavou ptáka ibise. Je současně písařem, který vede záznamy o všech věcech, pravou rukou spravedlnosti a tím, který na hrnčířském kruhu vytváří tělo člověka z prvotní hmoty a jeho ducha z prvotní duše.

## Kult
Hlavním střediskem Thovtova kultu bylo hornoegyptské město Chemenu (dříve přepisováno jako Chmunev; též Velká Hermopolis) v oblasti dnešního Ešmúnénu ve středním Egyptě, kde mohl být v pozdní době spojován s teologickým konceptem Osmera bohů.
Řekové Thovta ztotožnili s Hermem. Nejpozději od přelomu letopočtu až do moderní doby Thovt (ovšem ve výrazně modifikované podobě) představuje jako Hermes Trismegistos ústřední postavu hermetismu. Vedle toho je jedním z nejčastějších objektů uctívání kemetistů.

## Etymologie jména

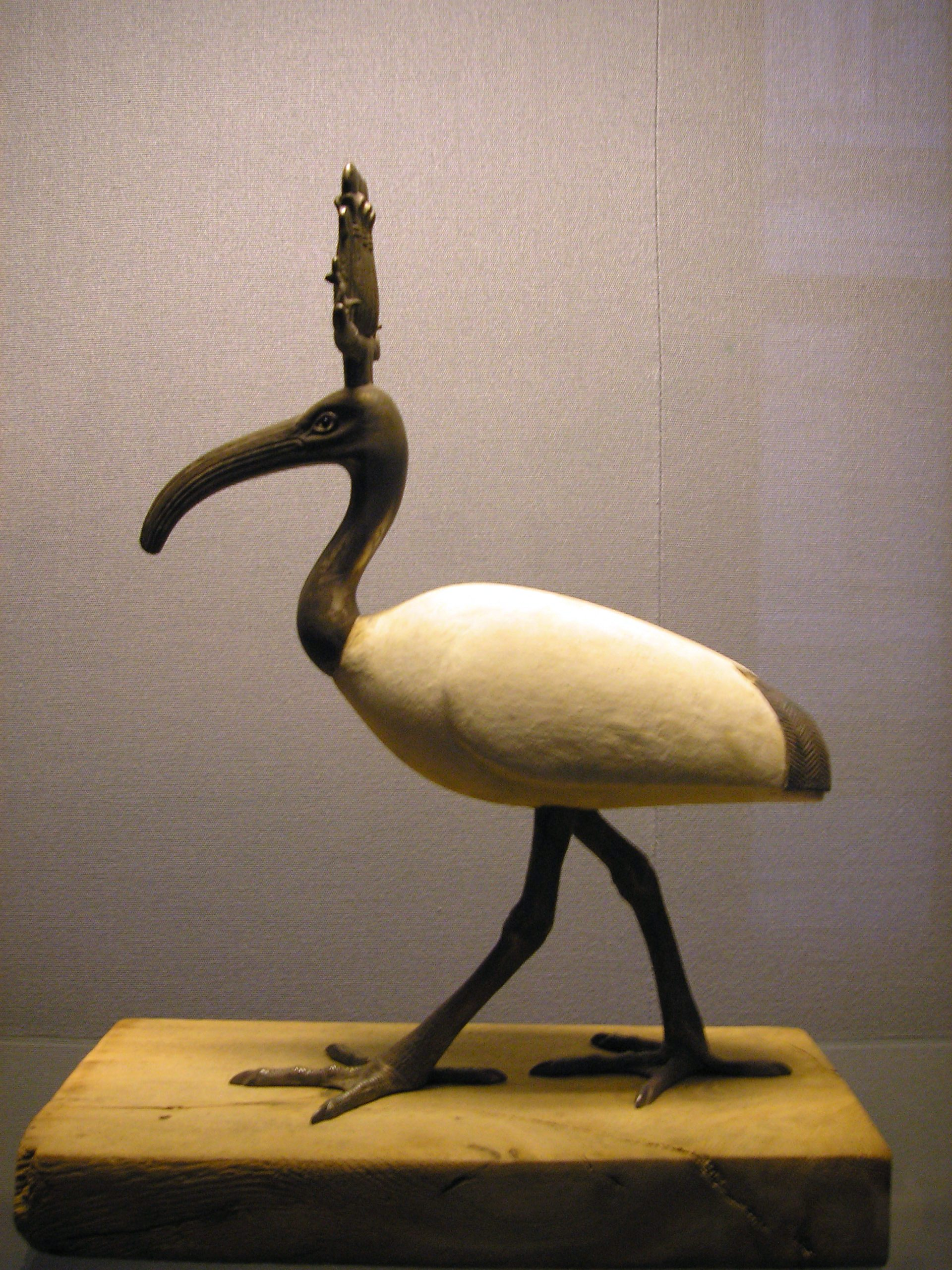
Thovt v podobě ibise

Etymologie jména Džehutij (eventuálně Džehutej nebo Džehuty) je neznámá a je vykládána různými způsoby. Sami Egypťané je vykládali prostřednictvím slovních hříček, z čehož se usuzuje, že jeho původ byl už ve starověku nejasný.
Moderní badatelé jméno překládali jako „pocházející z Džehutu“, což by mělo odkazovat na místo nazývané Egypťany Džehut, kde snad byl tento bůh původně uctíván. Džehut ovšem není nikde v nám známých staroegyptských textech zmíněn a pravděpodobně ani nikdy neexistoval. Z tohoto důvodu je dnes nejčastěji (a to různými způsoby) odvozováno od staroegyptského označení pro ibise, který byl jednou z Thovtových podob. Existují ovšem i jiné názory, např. že jméno by mělo být přeloženo jako „Vyměřovač“, což by odkazovalo na zřejmě původní roli Thovta jako lunárního boha (podle fází Měsíce byl měřen čas).

## Thovt v mimoegyptských systémech
Nejpozději od Pozdní doby začal být Egypt ve starověkém světě pokládán za zemi mimořádného vědění a moudrosti, v níž „bohové žili mezi lidmi“, takže „pro mnoho cizinců všech společenských vrstev byly egyptská kultura a náboženství natolik přitažlivé, že byli odhodláni urazit poměrně dlouhou a časově náročnou cestu“; toto vědění bylo vzhledem k egyptskému pojetí spojováno s Thovtem. Řekové jej ztotožnili s Hermem a s využitím domácí tradice jej začali označovat jako Herma Trismegista (přímo doloženo ovšem s jistým zpožděním až kolem roku 240). V této podobě začal být Thovt od ptolemaiovské doby postupně pokládán za zakladatele širokého proudu synkretických hermetických nauk, pro něž byl z řady důvodů „přijatelný i pro některé židovské a raně křesťanské autory jako jeden z dávných proroků“. Podle shodného mínění egyptologů (a v rozporu s vlastní hermetickou tradicí přetrvávající do moderní doby) ovšem tyto představy, přestože je jim v textech dáván egyptizující nádech, odrážejí jen málo z původního egyptského pojetí. Thovt zde už nevystupuje jako bůh, ale jako nejmoudřejší z egyptských kněží.

## Ikonografie

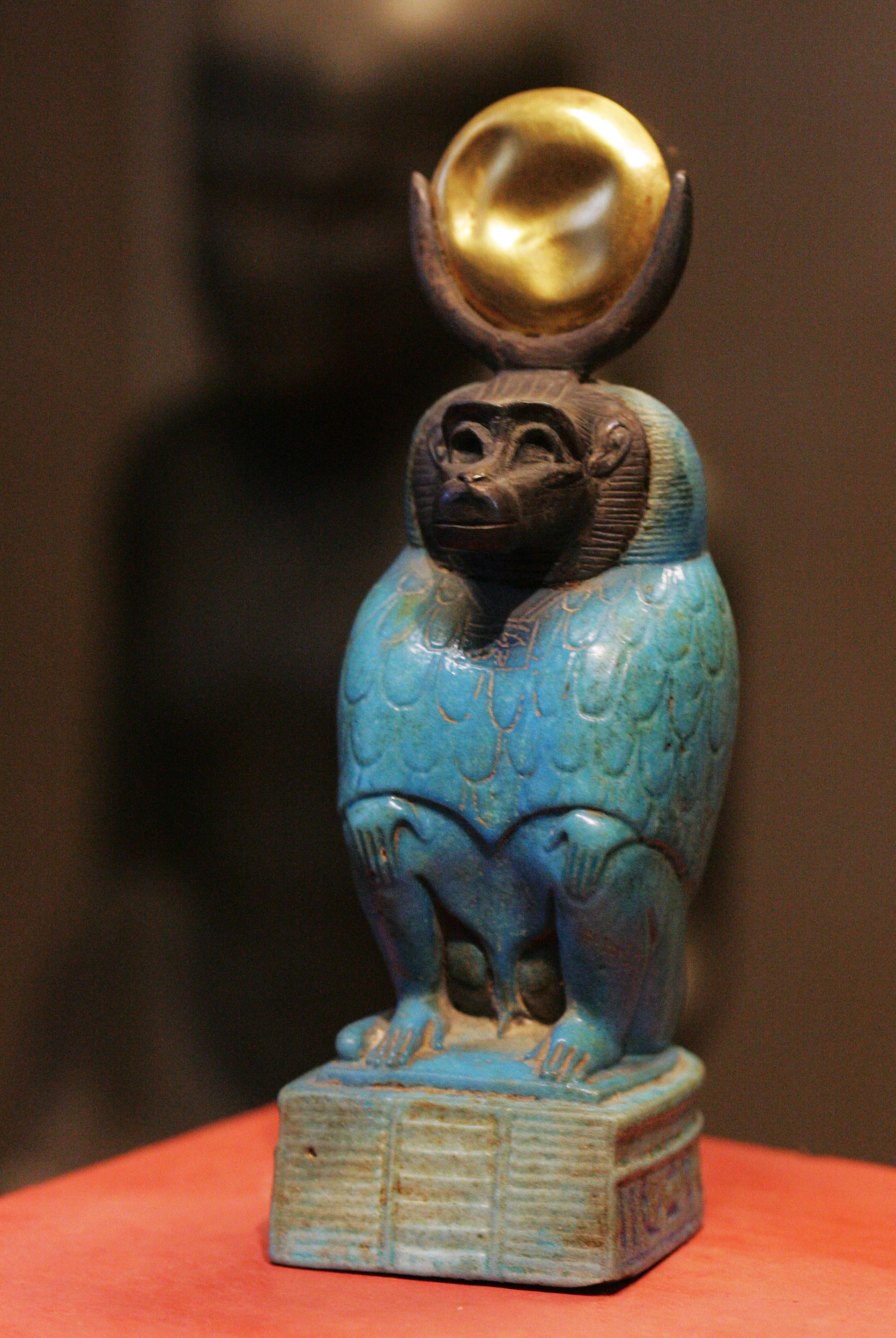
Thovt jako pavián

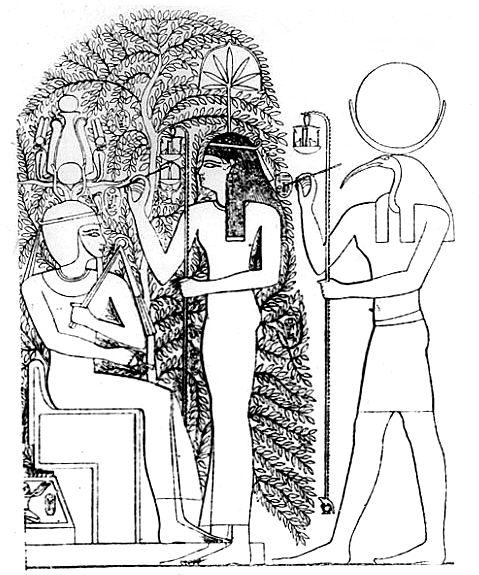
Panovník ve společnosti boha Thovta a bohyně Sešat obdarovávajících jej dlouhou vládou

Thovt je v základní podobě zobrazován jako muž se zeleně vybarvenou hlavou ibise, svého posvátného zvířete (jako ibis samotný je zobrazován méně často). Kromě obvyklých božských atributů bývá přepásán šerpou odkazující na jeho roli původce posvátných náboženských rituálů, jako božský písař může být zachycen s písařskou paletou a rákosovým pisátkem. V roli boha času a trvání, kdy obdarovává panovníka dlouhou vládou, drží v rukou hůl s řadou zářezů sloužících k počítání (patrně osekanou palmovou větev) nebo zapisuje královo jméno na listy posvátného stromu išed. Často bývá zobrazován ve společnosti bohyně Maat nebo bohyně Sešat.
Druhým typem zobrazení je podoba paviána, dalšího Thovtova posvátného zvířete. V tomto případě ovšem nejsou kombinovány zvířecí znaky s lidskými. Nejtypičtěji je využívána na sochách písařů: Thovt – patron písařů zde sedí jako pavián na podstavci vedle zobrazované osoby. Archeologové v Egyptě také našli množství mumifikovaných opic, které byly zasvěcené bohu Thovtovi.
Egyptolog Erik Hornung upozorňuje na to, že vedle těchto způsobů Thovt může být, byť velice zřídka, zobrazován v čistě lidské podobě: snad tomu tak je v Chonsuově kapli jedné ze staveb v Luxoru. To podle Hornunga „nabývá na významu vzhledem k tomu, že v Hermu Trismegistovi bývá spatřován nikoli bůh, nýbrž moudrý člověk.“
Zobrazován může být s pokrývkou hlavy i bez ní, typickou ozdobou pro všechny typy Thovtových podob je zlatý sluneční kotouč (případně měsíční úplněk) vsazený do měsíčního půlměsíce.